# جواو بيدرو موريرا مينديز
جواو بيدرو موريرا مينديز (22 مارس 1988 في البرتغال - ) هو لاعب كرة قدم برتغالي في مركز الهجوم. لعب مع سبورتينغ براغا ونادي ريبيراو ونادي ريو أفي ونادي فارزيم ونادي ليتشويس ونادي فاماليساو ونادي بورتيمونينسي وMerelinense F.C. ‏.

## وصلات خارجية
- جواو بيدرو موريرا مينديز على موقع قاعدة بيانات كرة القدم.إي يو (الإنجليزية)
- جواو بيدرو موريرا مينديز على موقع Soccerway.com (الإنجليزية)